# Tomer Hemed
Tomer Hemed (hebräisch תּוֹמֶר חֶמֶד Tōmer Chemed); (* 2. Mai 1987 in Haifa) ist ein israelischer Fußballspieler, der seit Ende November 2020 in Neuseeland bei Wellington Phoenix unter Vertrag steht. Er besitzt aufgrund seiner Vorfahren auch die polnische Staatsangehörigkeit.

## Spielerkarriere

### Verein

#### Maccabi Haifa
Tomer Hemed debütierte zum Ende der Saison 2005/06 in der Ligat haʿAl für seinen Jugendverein Maccabi Haifa und gewann mit der Mannschaft direkt seine erste israelische Meisterschaft. In den folgenden Spielzeiten wurde zumeist an andere israelische Mannschaften verliehen und schaffte in der Saison 2009/10 den endgültigen Durchbruch bei Maccabi Ahi Nazareth mit neun Treffern in dreiunddreißig Ligaspielen. Sein Verein stieg jedoch in der Abstiegsrelegation aus der ersten Liga ab. Nach dieser Spielzeit eroberte sich Hemed (31 Spiele/13 Tore) erstmals auch einen Stammplatz bei Maccabi Haifa und gewann mit seiner Mannschaft die israelische Meisterschaft vor HaPoʿel Tel Aviv.

#### RCD Mallorca
Am 18. Juni 2011 verpflichtete ihn der spanische Erstligist RCD Mallorca. Hemed kam in der Primera División sofort gut zurecht und erzielte bereits in den ersten Spielen fünf Tore. Mit Mallorca stieg er 2013 in die Segunda División ab.

#### UD Almería
Im Sommer 2014 wechselte er zum Erstligisten UD Almería. Bei Almería konnte er nie Stammspieler werden.

#### Brighton & Hove Albion
Nachdem Almería in die zweite Liga abgestiegen war, wechselte er im Sommer 2015 nach England zum Zweitligisten Brighton & Hove Albion, wo er einen bis Juni 2018 gültigen Vertrag unterschrieb. In der Saison 2018/19 wurde er an die Queens Park Rangers verliehen.

#### Charlton Athletic & Wellington Phoenix  und wieder zurück nach Israel
Im August 2019 unterschrieb er einen Einjahresvertrag beim englischen Zweitligisten Charlton Athletic. Gut ein Jahr später wechselte er Ende November 2020 nach Neuseeland zu Wellington Phoenix. Nach einer Station in Australien ging Hemed zurück nach Israel.

### Nationalmannschaft
Tomer Hemed debütierte am 4. Juni 2011 in der Qualifikation zur Fußball-Europameisterschaft 2012 gegen Lettland für die israelische Nationalmannschaft. Sein erster Treffer gelang ihm am 6. September 2011 bei einer 1:3-Niederlage in Kroatien. Als Tabellendritter hinter Griechenland und Kroatien verpasste Israel die Teilnahme an der Fußball-Europameisterschaft 2012.